# 埃温·斯卡博
埃温·斯卡博（挪威語：Eivind Skabo，1916年8月17日—2006年4月18日），挪威男子皮划艇运动员。他曾代表挪威参加1948年夏季奥林匹克运动会皮划艇比赛，获得男子单人皮艇10000米铜牌。